# ウドゥ (楽器)

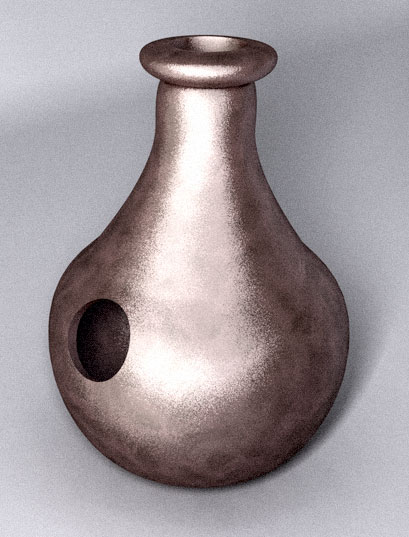
ウドゥ・パーカッション・ポット

ウドゥ（Udu）は、破裂音を発するエアロフォン（この場合は入破音）であり、ナイジェリアのイボ人のイディオフォンである。ウドゥドラム（Udu drum）とも。イボ語で「ùdù」は「血管」を意味する。実際には追加の穴がある水差しであり、儀式のためにイボ人の女性によって演奏された。通常、ウドゥは粘土で作られている。楽器は手で演奏される。演奏者は大きな穴をすばやくたたくことによってベースとなるサウンドを生成する。小さな上部の穴の上にある手の位置に応じて、ピッチを変更する方法が多々ある。さらに、全体を指で再生できる。今日、パーカッショニストはさまざまな音楽スタイルでこの楽器を広く使用している。
一般的な楽器と同様に、グラスファイバーや金属などの伝統的ではない素材で作られることもある。

## 派生楽器

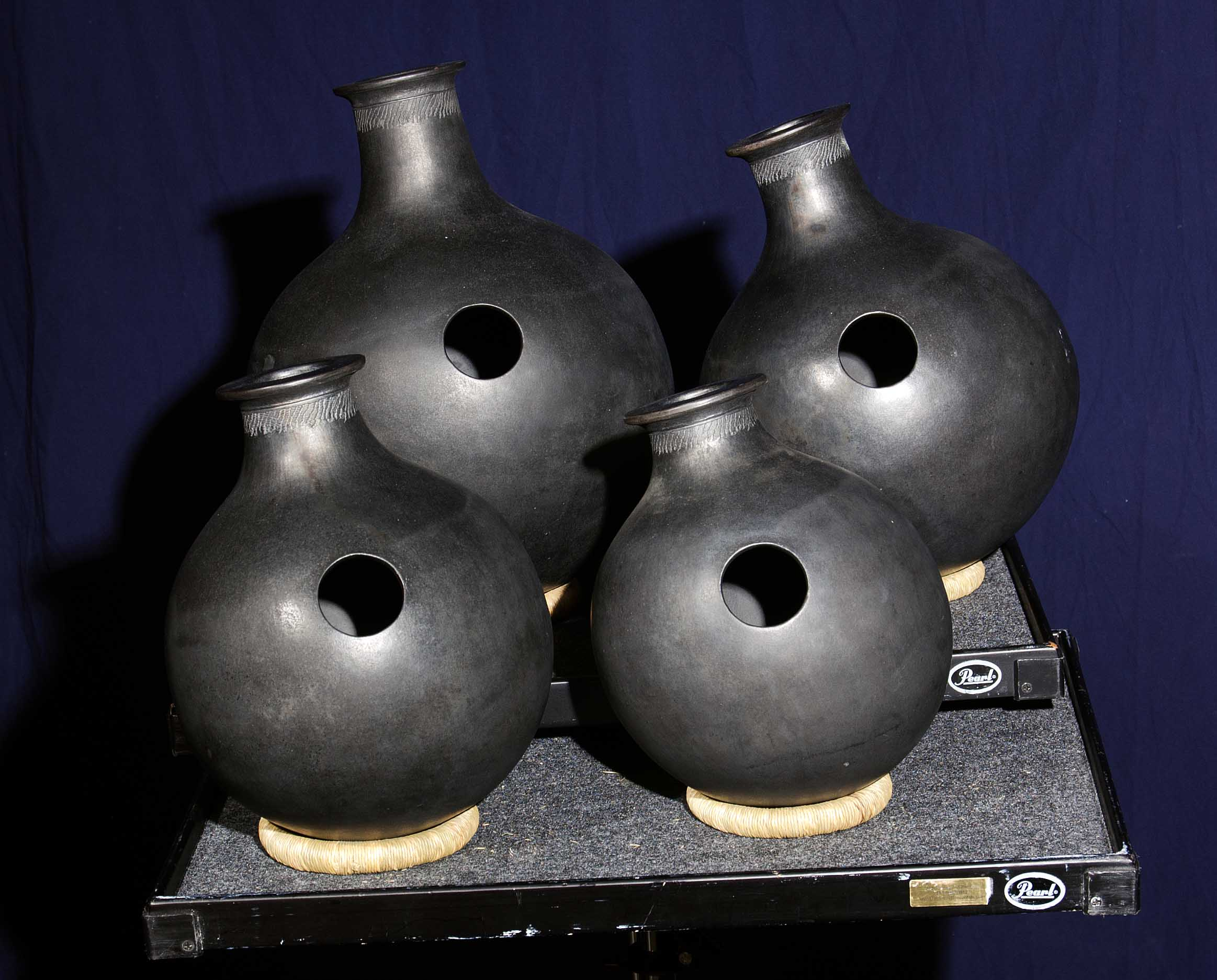
ウドゥズ

伝統的な楽器と現代的な楽器のいくつかは、ウドゥから派生したものである。これらには、ウドゥを細長く平らにしたディスクのようなものとなっているウタール (utar)、2つのチャンバーと2つの穴があるキムキム (kim-kim)、そして、ペルシャのパーカッショニストであるベナム・サマニ (Benham Samani)によって開発された、開いた穴とともに皮膚状の膜を追加したザーバン・ウドゥ (zarbang-udu)などがある。膜と穴は片手または両手で同時に演奏でき、これはハンド・パーカッションとなっている。